# Chelvey
Chelvey är en by i civil parish Brockley, i distriktet North Somerset, i grevskapet Somerset, i England. Byn är belägen 16 km från Weston-super-Mare. Chelvey var en civil parish fram till 1885 när blev den en del av Brockley. Civil parish hade 42 invånare år 1881. Byn nämndes i Domedagsboken (Domesday Book) år 1086, och kallades då Caluiche/Caluica/Celuia.